# Fue para los dos
«Fue para los dos» es una canción interpretada por la cantante española Edurne, escrita por Harry Sommerdahl, Haane Sørvaag y Carlos Izaga (adaptación de la letra al español).
Fue anunciada como segundo sencillo de su segundo álbum Ilusión, aunque finalmente no tuvo vídeo musical oficial.

## Composición
Fue compuesta por Harry Sommerdahl, que también produjo la canción, y por Haanne Sørvaag. La letra fue adaptada al español por Carlos Izaga.
Fue para los dos es una balada que relata el final de una relación.

## Vídeo musical
La canción no tiene videoclip oficial. En febrero de 2009, la propia Edurne publicó en YouTube un video que ella calificó como "de recompensa" por no tener esta canción videoclip. El video consiste en una mezcla de las actuaciones de Edurne en sus conciertos durante 2007.

## Otras versiones
La versión original de esta canción se llama «Brief and Beautiful» y es interpretada por la cantante noruega Maria Arredondo, quien la incluyó en su álbum For a Moment del año 2007. Posteriormente la canción también fue grabada por la banda mexicana de pop Timbiriche, bajo el título «Vuelvo a comenzar».